# Juana Galán
Juana Galán, soprannominata La Galana (1787 – 1812), è stata una guerrigliera della guerra d'indipendenza spagnola (1808–1814) che diede il via alla lotta contro la cavalleria  francesi che cercava di passare attraverso la città di Valdepeñas.
A vent'anni era considerata la donna più informata del villaggio, lavorando in un posto strategico, la prima taverna del paese.

## Biografia
Il 6 giugno 1808, durante la rivolta di Valdepeñas contro le truppe di Napoleone Bonaparte, non vi erano abbastanza uomini per difendere il villaggio, così Juana incoraggiò le donne ad uscire e combattere. Nonostante Galán sia solitamente raffigurata armata di bastone, secondo una versione della storia avrebbe colpito le teste dei soldati con una padella di ferro. Le altre donne versarono acqua e olio bollente dalle finestre. Questa battaglia portò, in parte, alla scelta dell'esercito francese di abbandonare la regione di La Mancia, che a sua volta causò la decisiva vittoria spagnola nella battaglia di Bailén. Alla città fu concesso il titolo di "Molto eroica".
Galán sposò il 2 maggio 1810 Bartolomé Ruiz de Lerma, di Valdepeñas, con il quale ebbe due figlie. Morì durante la nascita della seconda figlia, il 24 settembre 1812, lo stesso giorno in cui le truppe francesi abbandonarono La Mancia.